# Raymond Goethals
Raymond Goethals (ur. 7 października 1921, zm. 6 grudnia 2004) – belgijski piłkarz, występujący na pozycji bramkarza, oraz trener piłkarski.
Był jednym z najwybitniejszych i najbardziej kontrowersyjnych szkoleniowców w historii futbolu belgijskiego. Dzięki efektywnej pracy w niezbyt silnym kadrowo Saint-Trond VV (wicemistrzostwo Belgii 1966) został w 1966 roku selekcjonerem reprezentacji. Prowadził ją przez dziesięć lat; jego podopieczni, wśród których znajdowali się m.in. Paul van Himst, Wilfried van Moer i Christian Piot, wywalczyli pierwszy od szesnastu lat awans do mistrzostw świata, ale na Mundialu 1970 nie wyszli z grupy. Dwa lata później zdobyli brązowy medal na Euro 1972. Goethals pożegnał się z kadrą po przegranych eliminacjach do kolejnych mistrzostw Europy.
Rozpoczął pracę w RSC Anderlecht, z którym w 1977 roku awansował do finału Pucharu Zdobywców Pucharów; był to pierwszy z pięciu finałów europejskich pucharów, do jakich dotarły drużyny prowadzone przez Goethalsa, i jeden z trzech przegranych (0:2 z Hamburger SV). Jednak w kolejnym sezonie Anderlecht ponownie zagrał na tym samym poziomie rozgrywek o PZP i tym razem zwyciężył (4:0 z Austrią Wiedeń). Po rozstaniu z Anderlechtem Goethals prowadził krótko francuski Girondins Bordeaux oraz brazylijskie São Paulo FC.
W 1981 roku został trenerem Standardu Liège i rozpoczął jeden z najświetniejszych okresów w historii tego klubu. Odzyskał po jedenastu latach tytuł mistrza kraju, który drużyna obroniła w dwu kolejnych sezonach, a w rozgrywkach 1981–1982 wprowadził klub do pierwszego finału europejskich pucharów. W decydującym meczu Pucharu Zdobywców Pucharów jego podopieczni ulegli 1:2 FC Barcelonie.
W 1987 roku po raz drugi w karierze zawitał do RSC Anderlechtu, a niecałe dwa lata spędzone w tym klubie okraszone zostały zdobyciem dwu Pucharów Belgii. Od 1989 datuje się francuski etap szkoleniowej kariery Goethelsa. Ponownie został szkoleniowcem Girondins Bordeaux, a po zakończeniu sezonu, w którym zdobył wicemistrzostwo kraju, otrzymał propozycję pracy w budowanym przez Bernarda Tapie Olympique Marsylia. W Marsylii pracował do 1993 roku; odszedł niedługo po tym jak drużyna, w której grali m.in. Fabien Barthez, Jocelyn Angloma, Marcel Desailly, Didier Deschamps, Basile Boli i Rudi Völler – jako pierwsza z Francji – sięgnęła po Puchar Mistrzów. 72-letni Goethals stał się tym samym najstarszym trenerem-zdobywcą europejskiego trofeum. Wcześniej z Olympique dwukrotnie wygrywał ligę oraz – w 1991 roku – przegrał w finale PM, z Crveną Zvezdą Belgrad.
Był uważany za postać kontrowersyjną. Kilkakrotnie jego nazwisko pojawiało się w kontekście przestępstw o charakterze korupcyjnym: w 1984 roku, kiedy prowadzony przez niego Standard Liège zdobył mistrzostwo kraju, został oskarżony o wręczenie dużej sumy pieniędzy jednemu z graczy rywali i z tego powodu musiał nie tylko zrezygnować z pracy w klubie, ale również wyjechać z kraju; dziewięć lat później był trenerem Olympique Marsylia, które z powodu manipulacji przy wynikach spotkań zostało przez francuski sąd zdegradowane do II ligi.
Zmarł w wieku 83 lat na raka jelit.

## Sukcesy szkoleniowe
- wicemistrzostwo Belgii 1966 z Saint-Trond VV
- Puchar Zdobywców Pucharów 1977, Superpuchar Europy 1976 i finał Pucharu Zdobywców Pucharów 1976 oraz Puchar Belgii 1988 i 1989 z Anderlechtem
- mistrzostwo Belgii 1982, 1983 i 1984 oraz finał Pucharu Zdobywców Pucharów 1982 ze Standardem Liège
- wicemistrzostwo Francji 1990 z Girondins Bordeaux
- mistrzostwo Francji 1991 i 1992, Puchar Mistrzów 1993 oraz finał Pucharu Mistrzów 1991 z Olympique Marsylia